# TOI-178
TOI-178是在玉夫座這個星座中的一個行星系，在一系列拉普拉斯共振中至少有五顆行星，而且還可能有第六顆。這是在行星系統中發現最長的共振鏈之一。這個系統的行星，在密度上也有不尋常的變化。
這個系統距離地球約205光年，距離如此接近，意味著這一類的行星系統可能較為常見。這顆名為TOI-178a的恆星亮度有助於後續的觀測，這使它成為一個理想的系統。在這個系統中，我們可以擴展對行星形成和演化的理解。
五個不同的行星搜索專案提供的數據證實了這個行星系統。在凌日系外行星巡天衛星(TESS，Transiting Exoplanet Survey Satellite)提供了令人感興趣，具有共振鏈系統的初步線索之後，系外行星特性探測衛星(CHEOPS)、ESPRESSO、次世代凌星巡天( NGTS，Next-Generation Transit Survey)、和SPECULOOS都提供了確認發現和改進量測的額外觀測。在未來幾年中，對各種行星凌日過程中凌日時間變化的觀測，預計在數分鐘至數十分鐘之間，將有助於卻行星質量，並揭示各種軌道的扁率。

## 軌道的共振
根據IAU的系外行星命名慣例，這六顆行星命名為TOI-178b到TOI-178g，其外面的五顆行星被鎖定在拉普拉斯共振的鏈條中。它們繞行母恆星的軌道週期(以天為單位)是b=1.91、c=3.24、d=6.56、e=9.96、f=15.23、和g=20.71。這雖然不是一個完美的整數比，但存在一個參考系，它每天大約旋轉1.37°，行星連續的合形成了一個重複的模式。對於在這個參考系內的觀測者而言，行星c到g形成了一個共振鏈，可以用週期比表示為 2:4:6:9:12，或是用軌道比表示為18:9:6:4:3。這意味著行星c每轉18圈，行星d就完成9圈、行星e轉6圈，行星f轉4圈，行星g轉3圈。
除此之外，行星b的軌道也很接近它共振鏈的一部分。在一個週期約比1.95天稍長的軌道上，它將與行星c形成一個3:5的共振；與其他五顆行星同一個共轉參考系中。有可能整個系統最初形成於一條長長的共振鏈中，但後來最裡面的行星可能被潮汐相互作用從中拉出
| 成員 (依恆星距離) | 质量               | 半長軸 (AU)           | 轨道周期 (天)                | 離心率 | 傾角                 | 半径                  |
| ----------------- | ------------------ | --------------------- | ---------------------------- | ------ | -------------------- | --------------------- |
| b                 | 1.50+0.39 −0.44 M⊕ | 0.02607±0.00078       | 1.914558±0.000018            | —      | 88.8+0.8 −1.3°       | 1.152+0.073 −0.070 R⊕ |
| c                 | 4.77+0.55 −0.68 M⊕ | 0.0370±0.0011         | 3.238450+0.000020 −0.000019  | —      | 88.4+1.1 −1.6°       | 1.669+0.114 −0.099 R⊕ |
| d                 | 3.01+0.80 −1.03 M⊕ | 0.0592±0.0018         | 6.557700±0.000016            | —      | 88.58+0.20 −0.18°    | 2.572+0.075 −0.078 R⊕ |
| e                 | 3.86+1.25 −0.94 M⊕ | 0.0783+0.0023 −0.0024 | 9.961881±0.000042            | —      | 88.71+0.16 −0.13°    | 2.207+0.088 −0.090 R⊕ |
| f                 | 7.72+1.67 −1.52 M⊕ | 0.1039±0.0031         | 15.231915+0.000115 −0.000095 | —      | 88.723+0.071 −0.069° | 2.287+0.108 −0.110 R⊕ |
| g                 | 3.94+1.31 −1.62 M⊕ | 0.1275+0.0038 −0.0039 | 20.70950+0.00014 −0.00011    | —      | 88.823+0.045 −0.047° | 2.87+0.14 −0.13 R⊕    |